# 22982 Еммаколл
22982 Еммаколл (22982 Emmacall) — астероїд головного поясу, відкритий 3 листопада 1999 року.
Тіссеранів параметр щодо Юпітера — 3,278.